# Museo capitolare di Atri
Il Museo capitolare di Atri è uno dei più antichi d'Abruzzo fondato nel 1912.
Fu voluto da monsignor Raffaele Tini e fu arricchito nel tempo da cospicue donazioni (come quella di ceramiche da parte della famiglia Bindi). Raccoglie opere che vanno dal XIII al XX secolo provenienti dalla città.
Il museo è ospitato nelle sale al piano superiore del chiostro benedettino di un monastero del XII secolo, divenuto nel XV secolo residenza dei canonici del duomo e cimitero episcopale. Comprende dieci sale oltre al chiostro e alla cripta.
La collezione del museo comprende una serie dipinti che vanno dal XIII al XX secolo, tra cui un affresco staccato del XIII-XIV secolo, una Madonna attribuita a Silvestro dell'Aquila e datata tra XV e XVI secolo e una Madonna con Bambino del suo allievo, Carlo dell'Aquila, un trittico con sculture di Tolmezzini, degli inizi del XVI secolo, una Madonna e Santi di Antonio Solario, una Natività e una Flagellazione attribuite a Pedro de Aponte e i Santi Francesco e Leonardo di Ippolito Borghese, tutti ancora del XVI secolo, una Santa Reparata di Teodosio Ronci e Valerio Ronci e datata al 1605, una Madonna con santi datata al 1615 ed attribuita a Francesco Allegrini e al Cavalier d'Arpino, una Sacra Famiglia e santi di Girolamo Cenatiempo, del XVII secolo e sei Scene della vita di Cristo di Serafino Tamburelli del XVII-XVIII secolo; più recenti tre dipinti di genere di Tommaso Illuminati, del XX secolo.
La collezione di sculture comprende opere del XIII-XVI secolo, tra le quali un'ancóna di San Giacomo, attribuita alla bottega degli intagliatori Moranzoni (XV secolo), una Madonna con il Bambino in terracotta di Luca della Robbia del 1470 circa, un angelo ligneo, opera del fondatore del museo, monsignor Tini, del 1931.
Di particolare interesse la collezione di manoscritti, che comprende un messale, un antifonario e un lezionario abruzzese (XIII secolo), il "decreto di Graziano" della metà del XIV secolo, il "Messale degli Acquaviva" e una raccolta di formulari giuridici, del XV secolo.
Una sala raccoglie la collezione Bindi, con ceramiche dal XVI al XX secolo, tra cui una Natività e un'Adorazione di Francesco Saverio Grue, del XVIII secolo
La raccolta è completata da oggetti liturgici dal XVI al XVIII secolo, tra i quali una serie di busti-reliquiario e resti di un ambone del XIII-XIV secolo, arredi sacri, tra cui armadi di sacrestia e un inginocchiatoio dell'intagliatore Carlo Riccione (XVII secolo), tessuti e paramenti sacri dei secoli XVII e XVIII. Infine sono presenti oggetti liturgici di oreficeria dal XII al XX secolo, tra cui un reliquario in cristallo di rocca di scuola veneziana del XII secolo.

## Opere

### Sala 1 - l'ingresso
- Scuola napoletana del XVI secolo[3]

Pentecoste dalla Cattedrale di Atri
- Orefici del XVIII secolo

Serie di 8 candelabri dalla Cattedrale di Atri
- Ignoto del XVIII secolo

Crocifisso dalla chiesa di san Giovanni Battista (san Domenico) ad Atri
- Giuseppe Prepositi (Atri, ? - 1790 c.)

Santa Rita,1770 c. dalla chiesa di santo Spirito (santa Rita) ad Atri
Sant'Agostino dalla chiesa di santo Spirito ad Atri
- Scuola cappuccina del XVIII secolo

Reliquiario dalla chiesa di san Giovanni Battista ad Atri
- Ignoto del XVII secolo

Ante di confessionale dalla Cattedrale di Atri

### Sala 2 - Il Vestibolo

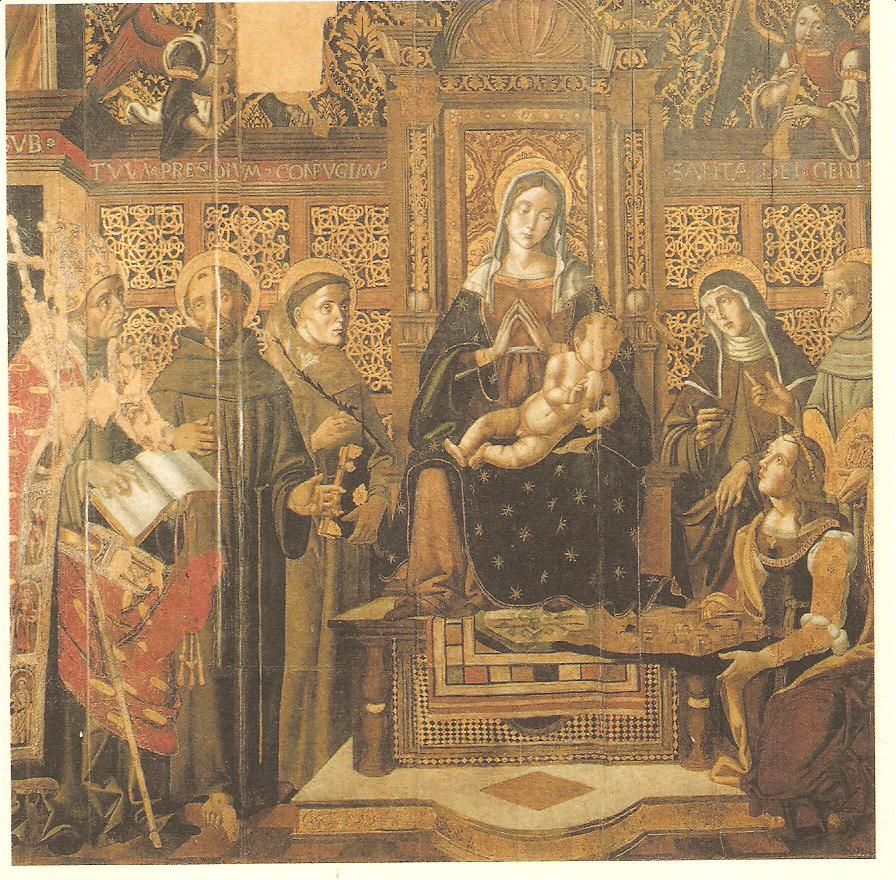
Madonna in trono con Santi e Bambinello di Antonio Solario

- Scuola cappuccina del XVIII secolo[6]

Tabernacolo dalla Cattedrale di Atri
- Fra' Felice da Teramo (Teramo, 1653 - 1719)

Tabernacolo del santissimo Sacramento,1697 dalla chiesa di san Leonardo (distrutta) ad Atri
- Carlo Riccione (Fano Adriano, 1630 c.- ?,?)[8]

Armadio di Sagrestia,1690-92 dalla Cattedrale di Atri
Armadio di Sagrestia,1690-92 dalla Cattedrale di Atri
Armadio di Sagrestia.1690-92 dalla Cattedrale di Atri
- Scuola locale del XVI-XVII secolo

Annunciazione dalla Cattedrale di Atri
- Giuseppe Verdecchia (XX sec.)

Veduta dell'antica sagrestia della Cattedrale
- Ignoto del XVII secolo

Inginocchiatoio con simbolo francescano dalla chiesa di san Francesco ad Atri
- Ignoto del XV secolo (?)

Busto reliquiario dalla Cattedrale di Atri

### Sala 3 - i codici miniati e gli incunaboli

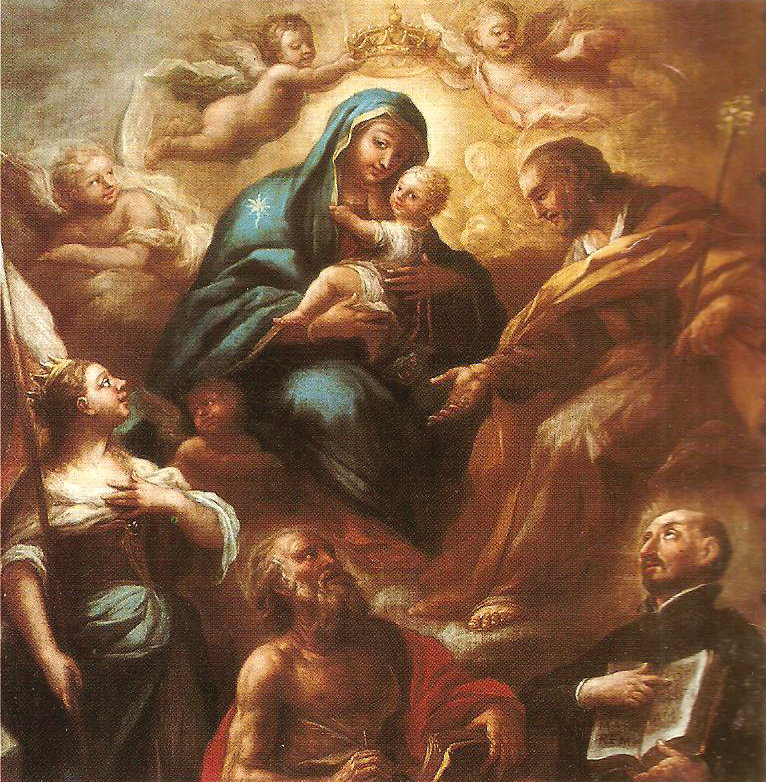
Madonna con i Santi

La sala ospita la sezione dei codici miniati e degli incunaboli (quasi 30), provenienti sia dai canonici della Cattedrale che dal Palazzo Acquaviva, contenute in espositori del 1931 opera di Renato Tini.
Tra i più importanti segnaliamo:
- Scuola abruzzese del XII secolo

Libro sull'agricoltura,1140 c.
- Scuola abruzzese della seconda metà del XIII secolo

Messale dei Frati Minori
- Pietro Schoffer di Magonza

Decretali di Francesco di Graziano,1470 c.
- Scuola bolognese- cassinese della fine del XIV secolo

Messale dei Duci d'Acquaviva
- Scuola veneziana del XVI secolo

Missale Romanum
Vi sono anche ospitate alcune sculture di notevole fattura, tra cui:
- Ignoto del XVI secolo

Tabernacolo
- Ignoti del XVII secolo

Busti- reliquiari dalla Cattedrale di Atri
- Carlo Riccione (Fano Adriano,1630 c.- ?,?)

Armadi di Sagrestia,1690-92 dalla Cattedrale di Atri
Angelo della Morte,1690-92 dalla Cattedrale di Atri
La Giustizia dalla Cattedrale di Atri
Santa Chiara,1690-92 dalla Cattedrale di Atri

### Sala 4- i paramenti sacri e i busti reliquiari

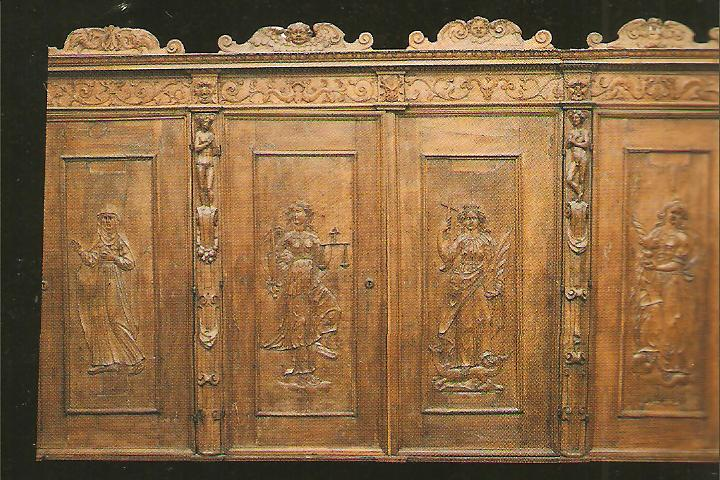
Armadi della sagrestia

La sala ospita alcuni paramenti sacri di grande pregio, tra cui
- Scuola Inglese del 1730 c.

Pianeta dalla Cattedrale di Atri
- Scuola abruzzese del 1750 c.

Pianeta Acquaviva dalla Cattedrale di Atri
Vi sono anche ospitati alcuni reliquiari barocchi, splendidi, di scuola abruzzese; tra i più belli:
- Scuola napoletana del XVII-XVIII secolo

Busto di San Giacinto martire dalla Cattedrale di Atri
- Scuola abruzzese del XVII-XVIII secolo

Busto di san Leone(?) dalla Cattedrale di Atri
Busto di santa Colomba dalla Cattedrale di Atri
Coppia di angeli reggicandela dalla Cattedrale di Atri
- Ignoto del XVII-XVIII secolo

Bracci reliquiario dalle chiese di santo Spirito, san Francesco e san Giovanni Battista
Vi sono anche alcuni quadri:
- Ignoto del XVIII secolo

San Girolamo penitente (?) provenienza ignota
- Ignoto del XVII secolo

Madonna del Suffragio dalla chiesa della Madonna delle Grazie ad Atri
- Scuola abruzzese della fine del XVIII secolo

Ritratto di Antonio Probi dal Seminario di Atri
Ritratto di Claudio Acquaviva d'Aragona dal Seminario di Atri
- Ignoto del XVIII secolo

Ritratto di Cardinale dal Seminario di Atri
- Ignoto del XVII secolo

i santi Cosma e Damiano provenienza ignota
- Scuola abruzzese del XVIII secolo

Santo penitente dal Seminario di Atri
- Scuola di Francesco Solimena, XVIII secolo

Santo in preghiera davanti a Crocifisso dalla chiesa di san Giovanni Battista ad Atri
- Scuola di Federico Barocci, fine XVI secolo

Angelo Nunziante dalla Cattedrale di Atri
Madonna Annunziata dalla Cattedrale di Atri

### Sala 5 - Pinacoteca
La sala presenta notevoli quadri dei secoli XV-XVII
- Scuola spagnola degli inizi del XVI secolo[16]

Flagellazione dalla chiesa di san Pietro (distrutta) di Atri
Natività dalla chiesa di san Pietro (distrutta) di Atri
- Antonio Solario detto Lo Zingaro (Civita d'Antino, 1465 c. - Napoli, 1530)[17]

Madonna con Bimbo in trono tra Angeli musicanti e santi, XV-XVI sec., dalla chiesa di sant'Antonio (distrutta) ad Atri
- Ignoto degli inizi del XVII secolo[19]

Madonna della Ghiara, copia da Lelio Orsi, dalla Cattedrale di Atri
Ma soprattutto notevoli sculture dal XIII al XVII secolo
- Scuola umbro- abruzzese del XIII secolo

Madonna con Bimbo dalla Cattedrale di Atri
- Ignoto del XVII secolo

Coppia di portaceri araldici, dalla Cattedrale di Atri
- Ignoto del XVI secolo

Sant'Antonio Abate in trono dalla chiesa di sant'Antonio (distrutta) di Atri
- attribuito a Maestro della Santa Caterina Gualino[23]

San Clemente, prima metà XIV secolo, dalla chiesa di san Clemente a Vomano a Notaresco
- Scuola veneto- friulana degli inizi del XVI secolo

Trittico con sculture lignee policromate, dalla Cattedrale di Atri
- Ignoto del XVII secolo

Coppia di portaceri lignei, dalla Cattedrale di Atri
- Scuola abruzzese della seconda metà del XV secolo

Polittico con sculture lignee policromate, dalla Cattedrale di Atri
- Ignoto del XVII secolo

Portacero ligneo, dalla Cattedrale di Atri
- Scuola di Giacomo Moranzon, 1430 c.

Ancona con san Giacomo e storie della sua vita; predella dipinta attribuita a Jacobello del Fiore, dalla Cattedrale di Atri
La sala è ricoperta da graziose mattonelle di ceramica.

### Sala 6 - Pinacoteca

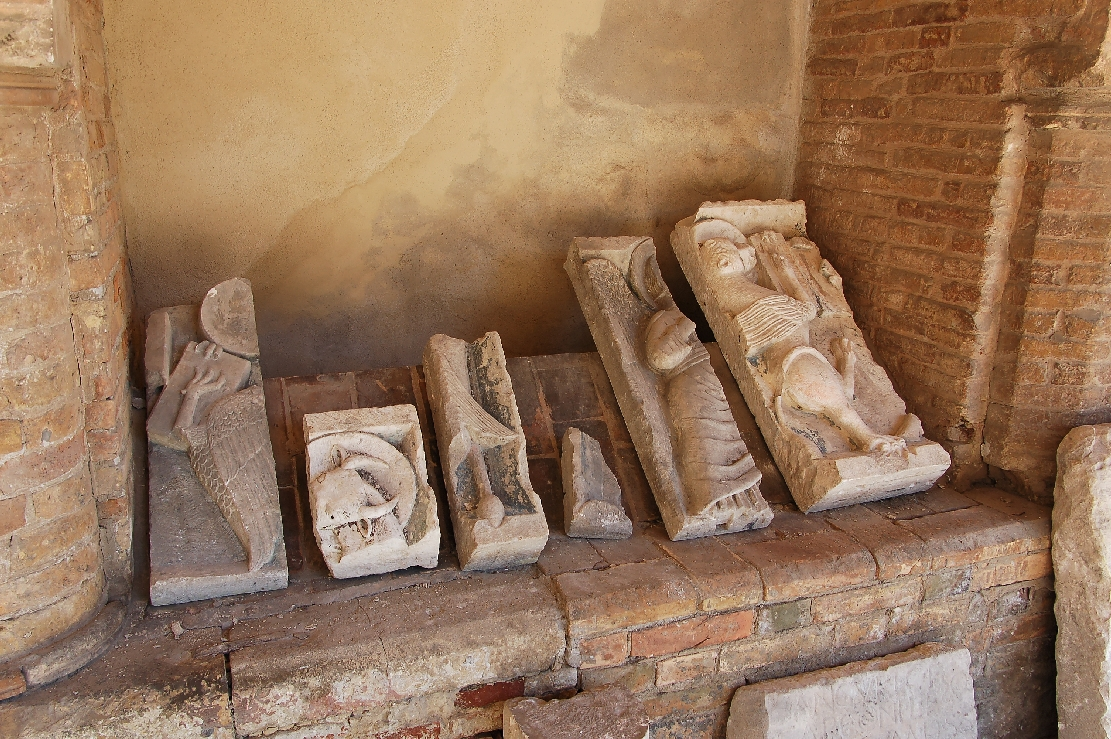
Alcuni fregi medievali

Nella sala sono esposte alcune tele del XVI-XVII secolo
- Ignoto della fine del XVII secolo

Altarino della Maddalena dalla chiesa di santa Reparata ad Atri
- Cavalier d'Arpino (Arpino, 1568- Roma, 1640)

Madonna con Bimbo e santi,1615. 1620 dalla chiesa di san Pietro (distrutta) ad Atri
- Ignoto della fine del XVII secolo

Altarino di san Giovanni dalla chiesa di santa Reparata ad Atri
- Ignoto della fine del XVI secolo

Resurrezione dalla Cattedrale di Atri
- Scuola napoletana della seconda metà del XVI secolo

Deposizione nel sepolcro dalla Cattedrale di Atri
E anche alcune sculture dello stesso periodo
- Ignoto del XVII secolo

Maddalena dalla chiesa di san Giovanni Battista (san Domenico) ad Atri
- Ignoto della prima metà del XVII secolo

Santa Reparata dalla chiesa di san Pietro (distrutta) ad Atri
- Ignoto della prima del XVII secolo

San Pietro; san Paolo dalla chiesa di san Pietro (distrutta) ad Atri
- Ignoto del XVI secolo

Coppia di sedie
- Ignoto del XVI secolo

Cassone

### Sala 7 - Pinacoteca
Nella sala sono esposte grosse tele di buona fattura, dal Cinquecento al Settecento.
- Ignoto del XVII secolo

Tabernacolo; figure dipinte di scuola dalmata dalla chiesa di san Giovanni Battista (san Domenico) ad Atri
- Scuola fiorentina,1620 c.

Sant'Anna, san Gioacchino e la Vergine bambina dalla Cattedrale di Atri
- attribuito a Ippolito Borghesi (Sigillo,?- Napoli,1627)

San Leonardo; san Francesco, fine XVI secolo dalla chiesa di san Leonardo (distrutta) di Atri
- Girolamo Cenatiempo (attivo in Campania dal 1705 al 1740)

Madonna con Bimbo e santi, firmato, dalla chiesa san Leonardo (distrutta) ad Atri
- Scuola abruzzese della fine del XVIII secolo

Beato Francesco Ronci dal Municipio di Atri
- Scuola di Guercino, prima metà XVII secolo

Cattura di Cristo dalla Cattedrale di Atri
Non mancano, però, anche alcune sculture barocche
- Ignoto del XVII-XVIII secolo

Busto reliquiario dalla Cattedrale di Atri
- Ignoto del XVII-XVIII secolo

Busto reliquiario di san Giovanni dalla Cattedrale di Atri
- Scuola napoletana della fine del XVIII secolo

Madonna Immacolata dalla chiesa di san Leonardo (distrutta) di Atri
- Ignoto del XVI secolo

Sedie
- Ignoto del XVI secolo

Cassoni

### Sala 8 - la Collezione Bindi (le ceramiche)
La sala ospita la collezione di ceramiche abruzzesi di Castelli dal XVI al XIX secolo, oltre alla ceramica povera del XIX-XX sec. di Bussi, Lanciano, Atri e Torre de Passeri.
Sono 160 i pezzi esposti, alcuni provenienti dalla chiesa di san Donato a Castelli, dei più famosi ceramisti castellani: i Grue, i Cappelletti, i Fuina e i Gentili.
Tra gli artisti esposti: Francesco Antonio Saverio Grue, Giacomo Gentili il Giovane, Bernardino Gentili il Vecchio e Anastasio Grue. Vi sono anche esposti alcuni albarelli della manifattura di Rapino, secolo XIX.
Oltre ai pezzi, pregevolissimi, della Collezione Bindi (che è una delle principali raccolte di ceramica abruzzese), ve ne sono altri molto importanti:
- attribuito a Luca della Robbia

Madonna con Bambino ,1470 c., maiolica bicolore dalla Cattedrale di Atri
- ignoto del XVIII secolo

Ritratto di Cardinale
- Ignoto del XVIII secolo

Beato Francesco Ronci (?) o Beato Rodolfo Acquaviva (?)
Nella sala è anche esposta una lapide con relativo busto di Vincenzo Bindi, il donatore della sua collezione al museo, oltre ad una laurea datata 1795 di Francesco Antonio Grue.

### Sala 9 - le terrecotte
È la sala dedicata alle terrecotte, comunicante con quella precedente, separata da questi da due vasi in ceramica.  Le statue in terracotta vanno dal XIII al XVI secolo.
- Ignoto del XIII secolo

Frammento dell'ambone della Cattedrale con l'Aquila di san Giovanni dalla Cattedrale di Atri
- Carlo dell'Aquila(L'Aquila, seconda metà XV secolo)

Madonna con Bambino,1480-85 dalla chiesa di san Pietro (distrutta) ad Atri
- attribuito a Silvestro dell'Aquila (Sulmona, 1450 c.- L'Aquila, 1504 c.)

Busto di Madonna, in origine policroma, fine XV secolo, dalla chiesa di sant'Agostino ad Atri
- Scuola abruzzese del XVI secolo

Santa Caterina d'Alessandria dalla chiesa di sant'Agostino ad Atri
San Giuseppe d'Arimatea dalla chiesa di sant'Agostino ad Atri

### Sala 10- le oreficerie (la sala degli argenti)
Questa sala ospita oltre 100 pezzi di oreficeria, dal XIII al XX secolo. La maggior parte dei pezzi viene dalla Cattedrale, ma gli altri vengono tutti dalle chiese di S.Chiara, S.Agostino, S.Nicola, S.Domenico e S.Reparata.
I pezzi sono di varie scuole; molto presente quella abruzzese, oltre a pezzi della scuola orafa di Atri, che rientra nella lunga lista di artisti della scuola atriana. La scuola orafa di Atri fu l'unica dell'Abruzzo a sopravvivere fino al XVII secolo con artisti di alto livello (pur operando solo nella provincia di Teramo): infatti tutte le altre scuole orafe abruzzesi nel XVII secolo erano praticamente scomparse, per via della crescita di notorietà dei pezzi provenienti da Napoli.  Qui presentiamo solo le oreficerie più importanti:
- Teodosio e Valerio Ronci (fratelli Ronci) (Atri, XVI-XVII sec.)

Busto della patrona S.Reparata, in oro e argento,1608 (ancor oggi utilizzato per la festa patronale).  Atri, chiesa di S.Reparata
- Francesco Antonio Marrone (Atri, XVI-XVII sec.)

Croce astile, legno e argento, prima metà del Seicento (ancor oggi utilizzato per le messe e le processioni).  Atri, Cattedrale
- Scuola napoletana della seconda metà del XVIII secolo

Ostensorio, oro e argento
dalla chiesa di S.Nicola, Atri
- Scuola napoletana della prima metà del XIX secolo

Ostensorio, argento
dalla chiesa di S.Giovanni Battista (S.Domenico), Atri
- Ignoto del XIX secolo

Ostensorio dei Cinturati di S.Agostino,1858, argento
dalla chiesa di S.Agostino, Atri
- Scuola napoletana del XVIII secolo

Navicella,1778, argento dalla chiesa di S.Chiara, Atri
- Ignoto della metà del XIII secolo

Pastorale dei primi vescovi atriani, avorio dalla Cattedrale, Atri
- Scuola senese del XIV secolo

Pastorale, smalto e oro dalla Cattedrale, Atri
- Scuola abruzzese della prima metà del XIV secolo

Tre placche in oro: Angelo, Angelo, Presentazione al Tempio dalla Cattedrale, Atri
- Scuola romana del XVIII secolo

Calice donato dal Card.Troiano Acquaviva d'Aragona,1730 circa, oro e argento dalla Cattedrale Atri
- Manifattura italiana del XX secolo

Calice donato da papa Giovanni Paolo II durante la visita del 1985, oro e argento dalla Cattedrale, Atri
- Ignoto del XV-XVI secolo

Piatto per elemosine, argento sbalzato dalla Cattedrale, Atri
- Ignoto della fine del XVI secolo

Piatto per elemosine, argento sbalzato dalla parrocchiale di Poggio Cono, frazione di Teramo
- Scuola veneziana della fine del Duecento

Complesso reliquiario della santa Croce: croce reliquiario in cristallo di rocca e tavole dipinte con il Ritrovamento della vera Croce dalla Cattedrale, Atri
- Scuola abruzzese della seconda metà del XV secolo

Croce reliquiario, argento sblazato, dorato, cesellato, niello dalla Cattedrale, Atri
- Scuola abruzzese del XVI secolo

Croce processionale,1518, argento sbalzato, dorato e rame dorato
Da ricordare che le teche che ospitano le oreficerie sono state donate dalla Fondazione Tercas, che opera molto per rivalutare i beni culturali della provincia di Teramo. Inoltre, nella sala, sono esposti anche un: pezzo di legno con la raffigurazione di santa Reparata, del 2006; i bozzetti delle tele con la Vita di Gesù, realizzate nel 1739 da Serafino Tamburelli e provenienti dalla chiesa di S.Domenico.

### Sala 11: la collezione Illuminati
La sala fu aperta durante i restauri del 1994 e vi fu quindi collocata questa raccolta di scultura.  La collezione è costituita da alcuni pezzi d'arte moderna molto significativi dello scultore Tommaso Illuminati (Atri, 1883- 1972) uno dei massimi scultori del primo Novecento italiano e seppur nato, vissuto quasi sempre e morto nella sua Atri, ebbe contatti con tutta l'Europa e le opere qui esposte sono le principali della sua produzione artistica più feconda (1910- 1940). Furono donate al Museo nel 1988 dai figli dello scultore. Sono quasi 20 le opere esposte (realizzate sia in legno che in bronzo), tra cui si possono annoverare l'Egloga (1911), Contadino umbro (1922), Annunciazione (1926), Madonna con Bimbo (1930), Gesù (1923), Ritratto di donna (1913), Ritratto di mia madre (1939- 1940), Motivo floreale (1925).  Vi sono inoltre anche due piccole tele realizzate intorno al 1930, Cristo crocifisso- effetto giorno e Cristo crocifisso- effetto notte: sono opere anche queste di Tommaso Illuminati, che era specializzato anche nella pittura.  Al centro della sala è collocato un sedile- cassapanca del 1923, in legno, dove sono intagliate delle figure di alcune donne abruzzesi.

### Il Chiostro

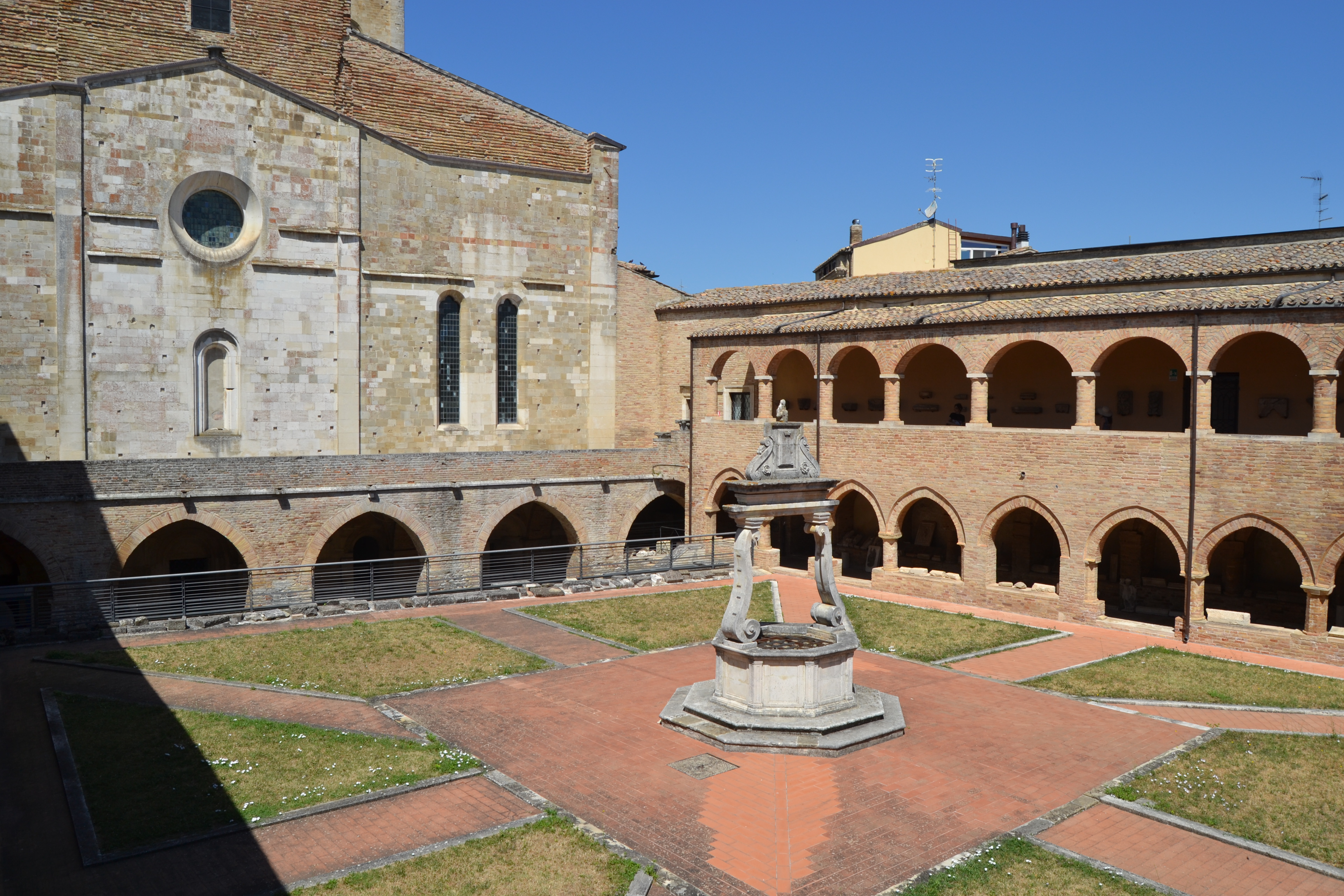
Veduta del chiostro

Il chiostro è una mirabile costruzione del XII secolo, ma subì pesanti ristrutturazioni nel Quattrocento, quando l'ex monastero benedettino divenne residenza del Vescovo; ma già pochi decenni prima, a fine Trecento, erano state attuate alcune modifiche.  In epoca imprecisata, molto probabilmente nel XIX secolo, furono chiusi gli archi del lato nord e aperte piccole finestrelle: la struttura originaria fu poi ripristinata durante i restauri del 1954- 1964.
Il Chiostro "del Duomo" è diviso in due ordini, l'inferiore e superiore, con al centro il pozzo del XVI secolo.  Nei due ordini del chiostro sono collocati materiali lapidei dall'epoca romana al XIX secolo.

#### Sala 12: ordine superiore del chiostro
Nei mesi estivi (Giugno- Settembre) vi si accede tramite una porta nella sala 11, mentre nel resto dell'anno bisogna tornare nella biglietteria dove c'è una porta che immette anche questa nell'ordine superiore del chiostro.
Qui sono collocati alcuni materiali lapidei databili tra il II e il XIX secolo; vi si possono notare colonne, resti di finestre, balaustre, pietre tombali, stemmi, statue ecc. provenienti da varie zone di Atri e anche da alcune chiese della città. Degni di nota sono un mosaico romano raffigurante un cavallo, resti di una finestra e di un portale gotico di inizio Duecento, le balaustre del belvedere (XIX secolo), una statua in pietra di San Giovanni Battista del XV secolo (proveniente dall'omonima chiesa atriana), lo stemma degli Acquaviva d'Aragona duchi di Atri (1500 circa) e soprattutto un brano musicale datato 1577 tratto da uno spartito del maestro Cesare Tudino (Atri, 1530 circa- 1592) che nel Cinquecento fu noto e apprezzato maestro di cappella del Duomo di Atri.
Una vera curiosità è la palla del campanile del duomo (XV secolo) con lo squarcio provocato dal fulmine nel 1996: si trovava collocata in cima alla torre campanaria, poi gravemente danneggiata a causa del fulmine e quindi sostituita da una uguale che funge da parafulmine.

#### Sala 13: ordine inferiore del chiostro
Vi si può accedere solo scendendo le scale accanto alla biglietteria.  In questa porzione del chiostro si trovano alcuni lunettoni con i resti di alcuni affreschi di fine Trecento, raffiguranti la vita di Cristo e alcuni santi.  Vi si possono ammirare soprattutto reperti romani (colonne, capitelli, basamenti, mosaici..).
Al centro del chiostro, in mezzo ad un prato fiorito, si trova il pozzo ottagonale eretto nel Cinquecento sui resti di uno medievale: a sormontare il pozzo si trova una struttura a baldacchino (con un busto di santo in cima) ivi collocata nel 1763.  Vi si può vedere anche il transetto sinistro della chiesa di Santa Reparata, che qui affaccia.

### Sala 14: la cisterna romana
La cisterna romana viene spesso (ed erroneamente) chiamata 'cripta', ma non lo è mai stata pur trovandosi sotto il duomo.
Si trova sotto un luogo sacro perché il duomo di Atri, come già detto, è stato costruito sulle terme romane, sotto il quale vi erano le cisterne che lo alimentavano.Se le terme furono distrutte, la cisterna rimase intatta e, anzi, nel Trecento, fu trasformata in un piccolo luogo di culto dedicato alla Madonna.
Pur essendo stata trasformata in luogo di culto, non cambio minimamente la sua struttura. 
Vi si accede tramite alcune scalette dell'ordine inferiore del chiostro. Davanti all'ingresso sono degne di nota un mosaico romano, alcuni materiali lapidei del XVIII secolo e una croce in legno del XIX secolo. Il portale di accesso alla cisterna è opera di maestranze abruzzesi del XII secolo.  Il piano della cisterna è leggermente ribassato e quindi bisogna scendere alcune scale, accanto alle quali sono collocate alcuni materiali lapidei romani.  Lungo le volte e le colonne della cisterna si trovano affreschi del XIV e XV secolo, opere delle botteghe dei più importanti artisti attivi in queste epoche nel duomo di Atri: il Maestro di Offida e Antonio di Atri.
Della prima bottega sono da ricondurre gli affreschi raffiguranti Santa Margherita da Cortona, una santa regina e un Sant'Antonio abate, l'Annunciazione, Madonna con Santi, San Giovanni Battista e Santa Caterina d'Alessandria.
Della bottega di Antonio di Atri sono gli affreschi raffiguranti cinque santi San Leonardo, San Lorenzo, Sant'Antonio abate, San Giacomo il Maggiore e un santo martire) e cinque sante (Santa Caterina d'Alessandria, Sant'Elena, Sant'Agnese, Santa Lucia e una santa penitente), e un affresco raffigurante San Cristoforo. Da ricondurre sempre alla bottega di Antonio, e non alla mano del maestro, è l'affresco con "Cristo in mandorla tra la Madonna e San Giovanni e committente" datato 1437 e una volta stellata con la luna, il sole e il volto di Cristo.  Vi sono poi altri affreschi di fine Trecento- inizio Quattrocento, sempre di artisti abruzzesi ma non riconducibili alle botteghe dei due suddetti pittori. Nella cisterna romana si trova anche la tomba del "beato Nicola", il cui corpo è andato però perduto, un santo molto venerato dagli atriani ma il cui culto non fu mai confermato dalla Chiesa.